# Quiscale de Brewer
Euphagus cyanocephalus
Espèce
Répartition géographique
- habitat permanent
- zone de nidification
- zone d'hivernage

Statut de conservation UICN

 LC  : Préoccupation mineure
Le Quiscale de Brewer (Euphagus cyanocephalus) est une espèce d'oiseau d'Amérique.
Son nom français rend hommage à l'ornithologue Thomas Mayo Brewer.

## Description
Les mâles adultes ont un plumage noir et les plumes sont irrisées sur le dessus de la tête. Le plumage des femelles est gris foncé.

## Nidification
Leur zone de reproduction est les régions ouvertes et semi-ouvertes souvent près de l'eau au centre et dans l'ouest de l'Amérique du Nord. Le couple peut nicher dans un arbre, une prairie ou une falaise, souvent en colonies.

## Alimentation
Cet oiseau se nourrit d'insectes, de graines et de baies.